# 宇内梨沙
宇内 梨沙（うない りさ、1991年9月21日 - ）は、TBSテレビの元アナウンサー、YouTuber、TikToker、ゲーマー、タレント。

## 経歴

### TBSテレビ入社まで
神奈川県横須賀市出身。横須賀市立荻野小学校、横須賀市立大楠中学校、神奈川県立横須賀高等学校卒業後、一年間の浪人生活を経て、慶應義塾大学文学部美学美術史学専攻卒業。大学在学中は芸術学を専攻し、学芸員資格を取得。また学生時代よりTBSラジオの番組に出演し、テレビ朝日アスクのアナウンススクールに通い、BS朝日の学生キャスターを務めたりした。2011年に「学生HEROES!Presents フレッシュキャンパスコンテスト2011」に出演して準グランプリを受賞、2013年にはミス慶應大学のグランプリに輝いている。

### TBSテレビ入社後
2015年4月、TBSテレビに入社。同期はアナウンス職に上村彩子。同局制作のテレビ番組では、『NEWS23』『報道特集』『Nスタ（日曜版）』のスポーツキャスターなどを担当したほか、2024年12月時点では『ひるおび』のプレゼンター（水・金曜）、『Bizスクエア』のキャスター、『アッコにおまかせ!』の進行アシスタントを務めるなど、報道・経済番組やスポーツ番組、バラエティ番組に至るまで幅広いジャンルの番組を担当していた。TBSラジオ制作の番組にも、TBSアナウンサーとして多数の番組に出演。入社3年目の2017年度に『都市型生活情報ラジオ 興味R』の週替わりアシスタントを数回経験したほか、同年度から5年間『プレイステーション presents ライムスター宇多丸とマイゲーム・マイライフ』のナレーションを担当。TBSラジオがプロ野球中継の自社向け放送業務から撤退した2018年度からは、『アフター6ジャンクション』シリーズ（以下、『アトロク』シリーズと記載）のパートナーを、2022年9月30日からはTBSラジオにおける自己批評番組として放送されていた『TBSラジオレビュー』に広報番組の要素を取り入れた『TBSラジオプレス』のパーソナリティをそれぞれ2024年12月まで担当。
アニメや漫画と言ったカルチャーを好み、好きな音楽ジャンルはアニメソングである。その中でも『嵐の中で輝いて』（『機動戦士ガンダム 第08MS小隊』のオープニングテーマ）が最も好きだと語っており、『アフター6ジャンクション』（以下、『アトロク』と記載）金曜分で放送される「アトロク フューチャー&パスト」（1週間の放送内容を振り返るコーナー）では2022年9月30日からコーナー最終回（2023年9月29日＝『アトロク』としての最終放送日）まで振り返りBGMとしてこの曲を使用していた。2020年11月1日に地元横須賀の『横須賀盛り上げ大使』に就任したことを、同月5日の『アトロク』のオープニング内で自ら発表。自身のSNSなどでも地元横須賀の情報を積極的に発信している。

### TBSテレビ退職
2024年12月4日、自身のSNSを通じて、「2025年3月でTBSを退職する」ことと、「退職の前準備として自身が担当している番組を2024年限りで全て卒業する」ことを発表。同日の『アフター6ジャンクション2』（『アトロク2』）の生放送では、退職を決断した理由について、「この9年半、月曜日から金曜日のいわゆる朝から夕方の勤務帯で働いたことが1度もなかった」とこれまでのキャリアを振り返り、「（2023年末に結婚したことを踏まえて）この1年だけでも家族の在り方について考えることが非常に多くなって、当たり前の身近な生活をもっともっと大切にしたい。もっと向き合いたいという思いがすごく強くなっていった」と語った。
その後、自身が担当している生放送番組は2024年12月30日の『アトロク2』をもって全て卒業、TBSアナウンサーとしての活動を終了した。
2025年1月11日に公開された、自身が立ち上げに関わったYouTubeチャンネル（以下参照）でTBSアナウンサーとして最後の出演となった動画にて、退職時期はこの年の3月中旬であることを発表。退職後の進路は未定であるが「労働は何かしらのところでしていきたい」と語っている。
2025年3月12日、同日付でTBSテレビを退職したことを自身のSNSで報告した。退職翌日の同月13日、経済メディア『ReHacQ（リハック）』のYouTubeチャンネルにて公開された動画でTBSテレビ退職後メディア初出演、今後の活動について言及。芸能事務所からのオファーはあったものの「事務所に所属して、その責任を背負えないなと思った」として個人で活動し、ゲーム実況も行っていくことを発表した。

## ゲーム関連での活動
幼少期より2人の兄の影響もあってゲームに没頭しており、エレクトロニック・スポーツ（eSports）への造詣が深く、TBSテレビ入社当時からゲーム実況に対する夢を持っていた。自身のInstagramでゲームを楽しむ姿を動画で紹介したり、格闘ゲームイベント『EVO Japan 2018』に参戦するなどセミプロゲーマーとしての顔も併せ持つ。また、TBSラジオでは2017年4月から2022年3月まで『マイゲーム・マイライフ』のナレーションを担当。2018年4月からの『アトロク』シリーズの放送内でも、時折ゲーム関連のトークを繰り広げたり、特集が組まれたりされている。
2020年4月からは、TBSテレビのライブエンタテインメント局→新規IP開発部（2023年7月1日から）内で、2018年7月から設置されている部署「eスポーツ研究所」所員も兼務。当時は新型コロナウイルス感染症の流行下で、YouTubeなどSNSを通じた情報発信の文化に追い風が吹いていた。そのような状況もあり「eスポーツ研究所」の事業の一環として、同年11月から自らのYouTubeチャンネル（詳細後述）を開設し、ゲーム実況を行うことになった。
また、東京ゲームショウに関してもTBSテレビ入社以来毎年（一般公開のなかった2020年・2021年を除く）会場を訪れており、2022年には担当番組（『Bizスクエア』『アッコにおまかせ!』）での取材に加え、自身のYouTubeの動画でも3年ぶりの現地開催の様子を紹介。2023年には、放送局に在籍するアナウンサーでは初めて、同イベントのオフィシャルサポーターに就任。公式番組への出演や担当番組でのリポート、自身のSNSでの情報発信を積極的に行った。
2024年にはYouTubeのチャンネル名から自身の冠が外された一方、一部の動画を除きメインで登場。1月26日に発売の『龍が如く8』（セガより発売）で『アトロク』シリーズのパーソナリティである宇多丸（RHYMESTER）と共にゲスト声優として登場。また、TBSテレビがオンラインゲーム『Fortnite』上で制作・配信を行っているオリジナルゲームの企画にも参加した。翌2025年3月中旬でのTBSテレビ退職に伴い、上記YouTubeチャンネルの（TBSアナウンサーとしての）動画収録を2024年内で終えている。卒業回は前述の通り2025年1月11日に公開された。
TBSテレビ退職後の2025年3月17日にTwitchのアカウントを開設し、ゲーム実況などの配信を開始。また同月28日、フリーアナウンサーの田口尚平（元テレビ東京アナウンサー）が代表取締役を務め、ゲームやアニメ関連のイベント制作、キャスティングなどを手がける株式会社「Gamchew（ガムチュー）」の新メンバーとして加わることを発表。宇内は「専属所属ではなく業務提携という形なので、個人で進めたい活動なども並行して取り組みながらポップカルチャーの領域で自分にできることに努めていく」としている。田口とは同年5月に、アニメ・漫画・ゲームなどのエンタメコンテンツなどを語り合うポッドキャスト番組を立ち上げた。
ゲーム関連ではTwitch配信以外にもWebコラム執筆、YouTubeでの配信番組、eスポーツイベントの進行も務めており（詳細後述）、私生活と両立しつつ活動の幅を広げている。

## 人物

### 家族
- 私生活では2023年12月25日に結婚し、2024年1月14日放送の『アッコにおまかせ!』の番組のエンディングにて報告した[33][34]。夫は2歳下の外資系銀行員[35]。

### エピソード
- 『アッコにおまかせ!』で2022年10月16日放送分から準レギュラーとして出演している八村倫太郎（WATWING）は高校および大学の学部が同じで、後輩にあたる。2023年4月30日放送分の「おまかせ!コレキテル!?」のコーナーでは2人で初めてのロケ（東京ディズニーリゾート開園40周年に合わせた特集）を行った模様が放送された[36]。
- 誕生時から大学卒業までの22年間、「ミーミーちゃん」と名付けていた「安心毛布」（実際には宇内の母親のパジャマの切れ端）を愛用してきたが、大学時代の卒業旅行先であるスペインで紛失した。このことを『アトロク』で宇内自身が時折話題に出すことがあり、2021年4月から11月まで、「新概念提唱型投稿コーナー」の木曜分で「STAND BY ミーミーちゃん〜わたしの心のお友だち」と題したコーナーを編成していた。また、2023年に『アトロク』の放送開始6年目を記念した「ロク（6）周年プロジェクト」では、曜日パートナー別のグッズとして「『スタンド・バイ・ミーミーちゃん』ブランケット」を考案し、同年6月29日の『アトロク』放送開始（18:00）から「SUZURI by GMOペバボ」（オリジナルグッズの作成・販売サービスを提供しているサイト）内の「アトロク・SUZURIストア」限定で受注生産方式で注文を受け付けている。このブランケット表面の右下には「Thank you for 22 years mi-mi-chan forever」と、宇内が22年間愛用してきたことへの感謝がつづられている[37]。
- 2024年4月29日に放送された『ラヴィット!』の「マリオカート王決定戦」のプレイヤーとして番組初出演を果たした際に、プレイ中の集中している表情が話題となり、MCの川島明（麒麟）からシルヴェスター・スタローンに例えられていた[38]。同年8月12日以降の同決定戦における出演では、「眼球バキバキアナウンサー」という異名を付けられていた。

## TBS退職後のメディア出演など

### テレビ
- プレバト!!（毎日放送制作・TBS系全国ネット、2025年5月1日） - 「消しゴムはんこ」査定で才能アリ2位を獲得[39]

### ラジオ
- THE NICHE WORKBOOK（J-WAVE、2025年5月31日（30日深夜）・6月7日（6日深夜）） - スタジオゲスト

### YouTube
レギュラー出演
- ガンダムカードゲーム情報配信番組『GUNDAM CARD GAME -Link Station-』（2025年4月12日 - ） - MC（出演しない回あり）
  - 初回はベルサール秋葉原より公開生配信を実施[40]。
- ビジネス映像メディア『PIVOT』オリジナル番組『ゲームだいがく』（2025年4月19日 - ） - MC
  - 「PIVOT版ゲームさんぽ」と題し、ゲームさんぽのフォーマットのもと、社会・経済・健康などPIVOTならではの視点でゲームの世界を専門家と共に紐解く企画。初回・第2回配信ではTBSアナウンサー時代に『Bizスクエア』のYouTube配信企画でも共演経験のあるエミン・ユルマズ（エコノミスト）をゲストに迎えている。
- リノシーチャンネル『節約オタクふゆこの不動産投資入門』（2025年8月1日 - ） - 進行

単発・不定期出演
- 経済動画メディア『ReHacQ』公式チャンネル
  - 「なぜ会社辞めたんですか？」（前後編、2025年3月13日・18日公開） - ゲスト出演[21]
  - 「ReHacQ旅 in 鳥取」（全3回、2025年7月6日・13日・20日公開）
- 「楽待」公式チャンネル（2025年5月26日 - ） - MC
- ぷよぷよ公式チャンネル『「ぷよテト2S」発売記念 ぷよテトナンバー1決定戦』（2025年7月18日） - MC

### ウェブ配信番組
- チャンスの時間（ABEMA、2025年6月1日・8日・15日） - 見届け人ゲスト

### ポッドキャスト
- うない、たぐちの「オタクというには限界です。」（Spotifyで配信、2025年5月13日 - ）

### Webコラム連載・記事寄稿
- 『ふたまん+』サイト内コラム「ひねもすぬまりぬまりかな」（双葉社、2025年4月28日 - ）
- 『みんかぶマガジン』マネー記事寄稿「トランプ関税ショックで…元TBSアナ・宇内梨沙のリアル投資体験記──米株「一本足打法」でつまずいた話」（ミンカブ・ジ・インフォノイド、2025年5月13日）[41]

### イベント進行
- ポケモンユナイト関連イベント
  - ポケモンジャパンチャンピオンシップス2025（2025年6月21日・22日、パシフィコ横浜） - ポケモンユナイト部門アシスタント・インタビュアー
  - ポケモンワールドチャンピオンシップス2025（2025年8月15日 - 17日（現地時間）[注釈 4]、アナハイムコンベンションセンター（アメリカ合衆国カリフォルニア州）） - 日本向け配信におけるポケモンユナイト部門の会場リポート・インタビュー担当
- DEATH STRANDING WORLD STRAND TOUR 2 in Tokyo（2025年6月26日） - MC
- TBS CROSS DIG主催シンポジウム「日本コンテンツの未来ー中東、そして世界へ」（2025年7月29日） - セッションMC
  - 「世界6億台突破！地球を熱狂させるプレイステーションとは？」のセッションを担当。TBSグループが関係するメディア出演はこれが退職後初めてとなった[42]。

## TBS在籍中の出演番組

### テレビ
特記のないものはTBSテレビ制作。
レギュラー番組
- Nスタ
  - 平日版第0・1部【ニュースワイド】（月 - 水曜日、2015年9月28日 - 2016年3月23日）
  - 日曜版スポーツキャスター（2019年6月2日 - 2020年9月27日）
- はやドキ!（金曜日、2015年10月2日 - 2016年3月25日）
- TBSニュースバード（木曜日、2015年10月1日 - 2016年3月）
- おびゴハン!（2016年10月24日 - 2017年3月） - 出演しない週あり
- NEWS23（2016年3月28日 - 2019年5月31日） - スポーツキャスター
- ひるおび!→ひるおび（2019年4月5日 - 2024年12月27日）- 水曜、金曜午後枠のコーナーアシスタント
  - 2021年9月まで金曜は午前枠を担当。過去に江藤愛や日比麻音子[注釈 5]の代理アシスタント経験がある。レギュラーで担当しない月・火・木曜日でも、時間帯を問わずコーナーアシスタントまたは中継リポートで出演する場合がある。
    - 2023・2024年には、東京ゲームショウの開催初日（いずれも木曜日に該当）に、同イベントのオープニング公式番組（詳細後述）に続いて、同番組午前枠の中継に出演。

  - 2024年6月20日（木曜日）には、後輩アナウンサーの篠原梨菜の代理で、同番組に内包されている11:30 - 11:55の『JNNニュース』のキャスターを担当。
- Paraviの学校（「カイモノラボ」内、2019年4月 - 7月）
2019年3月に退社した宇垣美里から、Paravi関連の広報活動（「パパパパラビ!」など）を引き継ぐ
- 報道特集（スポーツキャスター、2019年6月1日 - 2020年9月19日）
- 有田プレビュールーム（進行、2020年7月6日 - 2021年3月15日）
- サンデーニュース Bizスクエア→Bizスクエア（BS-TBS、2020年8月2日 - 2024年12月28日） - キャスター
- S☆1（日曜深夜のニュース担当、2020年8月3日未明（2日深夜） - 2021年3月29日未明（28日深夜））
- アッコにおまかせ!（2021年7月18日、8月1日、8月29日 - 2024年12月22日） - 進行
  - TBSテレビ所属の女性アナウンサーからは初のアシスタント起用。スタジオ進行以外にも、「おまかせ!コレキテル!?」（ロケコーナー）のリポーターを随時担当。
- TBSレビュー（2022年7月24日・8月28日、2023年5月28日 - 2025年1月26日） - キャスター（出演しない回あり）
  - 前任者の豊田綾乃が2023年7月1日付でTBSテレビのアナウンスセンター部次長に昇進したことに伴い、同年5月28日から女性アナウンサーの担当を宇内に交代。
  - 本来は関東ローカル（TBSテレビのみ）で原則第2・第4日曜日の早朝（5:40 - 6:00）に放送される番組だが、2023年11月26日放送分（TBSホールディングスがTBSテレビ・TBSラジオと合同で行ったジャニー喜多川性加害問題に関する特別調査報告を、時間帯を拡大して放送）については、一部のJNN系列局で遅れネットを順次実施。

単発番組・不定期出演
- 音楽の日
  - 2016年7月16日： 『音楽の日×CDTV -朝まで夏フェス! 2016-』進行
  - 2019年7月13日：第2部・Paraviバックステージ配信進行
  - 2020年7月18日・2021年7月17日：中継リポーター
- 今夜解決!噂の健康術 名医のTHE太鼓判!（2016年9月26日） - 進行
- 第58回輝く!日本レコード大賞（2016年12月30日） - 進行
- トミカハイパーレスキュー ドライブヘッド 機動救急警察（2017年9月23日、第24話） - 本人役（声の出演）[43]
- 世界陸上2017ロンドン（2017年8月） - BS-TBS放送分進行キャスター
- ニューイヤー駅伝（2017 - 2019年の1月1日）
  - 2017年と2019年には、前座番組として放送されていた『森田さんのニッポンの初日の出』における群馬県庁からの中継リポーターも兼任。
- プリンセス駅伝2017（2017年10月22日） - 監督室リポーター
- 平昌オリンピック2018（同年2月） - 現地キャスター
- アジア大会2018ジャカルタ（同年8月）- 現地リポーター
- 水曜日のダウンタウン（2018年より不定期）
  - 『アトロク2』と放送時間帯が重なった2023年10月以降も2回出演（2023年12月13日・2024年11月13日）。
- CDTVライブ!ライブ!（2020年3月30日 - 2021年12月31日/2022年1月1日の年越しスペシャル）- 不定期で中継リポーターなど
  - 2020・2021年度の同番組の年越しスペシャルにおいて、TBSテレビの後輩アナウンサー（2020年度は宇賀神メグ、2021年度は日比[注釈 6]）と共同で、地上波の放送と同時に実施した「Paraviバックステージ生配信」の進行を担当。
- スイモクチャンネル（BS-TBS、放送期間は2020年4月 - 2021年9月） - 主にゲーム企画で不定期出演
- 東大王（2021年2月10日ほか） - アナウンサーチーム解答者
- 中居正広の金曜日のスマイルたちへ（2021年6月11日 - 2022年12月16日） - 不定期で出演
- 日本沈没-希望のひと- 第7話（2021年11月28日）
- ザ・ベストワン（2022年2月11日） - 進行
  - 本来担当予定だった宇賀神に新型コロナウイルス感染が確認されたためピンチヒッターとして出演。なお、同日は『アトロク』についても、金曜パートナー・山本匠晃の新型コロナウイルス感染による療養に伴い全編にわたり代理パートナーとして生出演[注釈 7]したため、19:00 - 21:00は同番組の放送時間（19:00 - 22:00）と重なる形となった。
- TBS白鵬ドキュメント「不滅の白鵬」（2023年3月4日） - ナレーション[44]
  - TBSテレビが制作する第69代横綱・白鵬のドキュメンタリー番組第12弾として関東ローカルで放送（関東以外の地域に向けても放送1週間後の同月11日24:00までTVerで配信）。なお、宇内は『NEWS23』のスポーツキャスターとしての初めての取材が2016年の大相撲春場所の白鵬の優勝翌日会見という縁がある[13]。
- THEプラチナリスト〜スターが生まれた伝説の名簿〜（2023年5月28日） - 「ミス慶応グランプリ」歴代受賞者としてVTR出演[45]
- ジョブチューン アノ職業のヒミツぶっちゃけます!（2023年12月2日）- スタジオ進行
- ラヴィット!（ゲスト出演）
  - 2024年4月29日[38]・8月12日・10月14日（いずれも月曜日）：「マリオカート王決定戦」のプレイヤーとしてスタジオに登場。4月29日・8月12日放送分では決勝に進出しいずれも3位。
  - 2024年6月4日（火曜日）：「アルコ&ピースの新アナウンサー変身計画」ロケに出演
    - お笑いコンビのアルコ&ピースと、同僚アナウンサーの南波雅俊[注釈 8]がレギュラーで出演するロケ企画で、当日は唐澤恋花（中国放送アナウンサー）と共にゲスト出演。ハリウッド女優のアン・ハサウェイ風のメイクに挑戦した[47]。
- 土曜☆ブレイク「あなたは見抜けるか?女神の眼力!」（2024年5月11日） - 進行
- OAを見た後に…語らナイト（2024年6月15日・22日）
  - 金曜深夜に放送されていた時期（青森テレビ・あいテレビにも同時ネット）に、先輩アナウンサーの出水麻衣・古谷有美（『サンデーニュース Bizスクエア』で宇内の前任にあたる）と共に出演。

### TBSラジオ・ポッドキャスト番組
特筆のない番組（または出演回）は全て関東ローカルでの放送。
レギュラー番組
- プレイステーション presents ライムスター宇多丸とマイゲーム・マイライフ（2017年4月8日 - 2022年3月24日） - ナレーション、生放送時の進行
- 『アフター6ジャンクション』シリーズ
  - 『アフター6ジャンクション』木曜パートナー（年度下半期は一部JRN系列局にも同時ネット[注釈 9]、2018年4月5日 - 2023年9月28日）
    - 他曜日のパートナーのスポーツ中継（世界陸上・オリンピック）に伴う出張や（TBSテレビが定める年次休暇などの）休暇に入っている場合には、不定期で曜日を問わず代理パートナーを担当しており、レギュラーの曜日パートナーでは唯一全曜日（レギュラーの木曜日も含めて）で少なくとも1回は宇多丸のパートナーを経験している[注釈 10]。
    - 宇多丸が体調不良で休演した際には宇内が単独で3時間の生放送を進行するケースもある。特に2022年12月15日（木曜日）放送分では、宇多丸が風邪と発熱による療養で休演した期間（同年12月13 - 16日）としては唯一パーソナリティ代役を立てず、「ウナマル」と称して3時間の生放送を行った。

  - 『アフター6ジャンクション2』
    - 第4週を除く水曜パートナー（2023年10月4日 - 2024年12月30日）
      - 『アシタノカレッジ』の後枠で2023年10月2日（月曜日）から番組名を改題して開始。担当曜日については、宇内の32歳の誕生日当日でもあった同年9月21日（木曜日）の『アトロク』オープニングで発表された。
      - 毎月第4週の水曜日[注釈 11]に関しては、パートナーを固定しない「マンスリーパートナー制」を採用。レギュラー以外の新旧のTBSテレビアナウンサーなどから1名出演するため、該当する日は基本的に出演しない[注釈 12]。
        - 5週で構成される月（2023年10月など）には5週目の水曜日にもパートナーを担当。なお、2024年2月からの放送時間拡大（終了時刻を23:30→23:55に変更）にあたっては、『朗読・斎藤工 深夜特急 オン・ザ・ロード』（2024年1月30日（火曜日）まで『アトロク2』の後枠で放送）の最終回が同年1月31日（水曜日）の22:00 - 23:55に組まれ番組自体が休止となったため、拡大前最後の出演は1月17日、拡大後最初の出演は2月7日（いずれも水曜日）となった。

      - TBSテレビ退職に伴い、2024年12月30日（月曜日）の年内最終放送をもって、パートナー陣からは初めての番組卒業。本来であれば同月18日（水曜日）が最終担当日となるが、年内最終放送で全曜日のパートナーの出演が予定されていることによる。

    - 『コジ10 小島秀夫の「最高の10分間にしよう」』 アシスタント（2024年10月2日 - 12月4日）
      - 2024年10月より『アトロク2』水曜分で23:05頃から10分間の番組として放送開始。ゲームクリエイターでコジマプロダクション代表の小島秀夫がパーソナリティを務める。放送後24時頃から完全版をポッドキャストで配信。毎週水曜日の放送のため、『アトロク2』本編のパートナーを担当しない第4週は、放送上この時間帯に限り出演。最終回は生放送で行われた。
- TBSラジオプレス（2022年9月30日 - 2024年12月23日） - パーソナリティ
  - 2022年9月25日まで放送されていた『TBSラジオレビュー』に広報番組の要素を取り入れた番組で、事前収録形式で放送。
  - 番組開始から2023年9月までは毎週金曜日[注釈 13]、2024年2月は毎週木曜日に、いずれも17:50 - 18:00の単独番組として編成。2023年10月から2024年1月まで、および2024年3月以降は、TBSラジオの帯ワイド番組『こねくと』内のフロート番組として、毎週月曜日[注釈 14]に放送。
  - 同番組の新春増刊号として『2023年も耳のお供に！TBS【Podcast】プレス』を同年1月1日の16:45 - 17:00と深夜（2日午前）1:45 - 2:00に放送した。こちらも宇内がパーソナリティを担当。
- ザ・Podcastワールド（2023年6月26日 - 9月25日）- 番組内での案内ナレーションを、体調不良によりTBSテレビ休職中の蓮見孝之の代理で担当[注釈 15]
  - 月曜日の『アトロク』の後枠（21:00 - 21:30）として2023年4月3日から半年間放送。TBS Podcastで配信されている（または放送後に配信する）ポッドキャストオリジナルの番組を紹介し、その音源を放送していた。蓮見の代理での担当開始当日には、自身も出演している『かんそうの感想フリースタイル』（北海道札幌市在住のブロガー「かんそう」がエンタメの感想を自由に語るオリジナル番組）を紹介。この番組は放送翌日（2023年6月27日）の21時頃から、ラジオクラウド・ポッドキャストの「TBSラジオ スペシャルプログラム」内でディレクターズカット版が配信されている。

この他、TBSラジオの時報直前や番組内で随時流れる5秒スポット「ときめくときを。TBSラジオ」（TBSグループ共通で2023年10月から掲げているブランドメッセージ「ときめくときを。」に局名を合わせたもの）のナレーションを担当しており、2023年12月頃から随時流されている。
単発出演・特別番組など
- 爆笑問題の日曜サンデー（一部JRN系列局・ラジオ関西で13・14時台を同時ネット）
  - 「グリコ プレミアム熟カレー販売対決!」リポーター（2015年10月11日・2016年10月2日・2017年10月1日・2018年9月30日）
    - 各年とも、日本エレキテル連合のリポーターを担当。ちなみに2016年には相手チームのリポーターを宇垣が担当していた。

  - 16時台コーナー「サンデーマナブくん」ゲスト（2023年7月30日）
    - 宇内は『アッコにおまかせ!』の生放送後に出演。「TBS GAMESをマナブくん」として、TBSが同月から立ち上げたゲーム事業「TBS GAMES」について説明した[48]。

  - 宇内が直接出演している回ではないが、2022年12月25日放送の「TBSラジオ珍プレー好プレー大賞2022」では、『アトロク』で宇内が起こした珍プレー[注釈 16]がノミネートされていた[49]。
- 笹川友里 プレシャスサンデー（2016年10月2日） - 当時のパーソナリティ・笹川友里夏季休暇時の代役[50]
- 都市型生活情報ラジオ 興味R（2017年6月19日など数回担当） - 週替わりアシスタント
- 伊集院光とらじおと（2021年7月29日） - 当時の木曜第5週[注釈 17]パートナー・小川知子の代役
  - 放送当日の夜には『アトロク』にも通常どおり出演していたことから、TBSラジオの公式Twitterからも宇内の午前中の番組出演に関してツイートされている[51]。
- アシタノカレッジ
  - 「ちょっといいこと短歌」（2021年8月10日、当時は新潟放送・北日本放送にも同時ネット） - リモート出演
  - 「アシタノChat Lounge」水曜分ニュースリーダー（2023年6月14日）
    - 放送日までの1週間の日本における社会の動向・状況について、番組側が注目した3項目のトピックスの概要を紹介するナレーション読みを担当（『アトロク』の本番前後で収録）。本来は『アトロク』水曜パートナーの日比が担当しているが、同日は『Nスタ』平日版の月 - 木曜日のメインキャスターを担当するホラン千秋の体調不良に伴い急遽メインキャスターを代行したため『アトロク』を休演。このため同日分のナレーションを宇内が『アトロク』の代理パートナーと並行して担当した。
- 朗読のミカタ（JRN全国ネットの事前収録番組）
  - 2022年11月7 - 11日：自身がアニメ好きであることに加え、担当した週の放送最終日（2022年11月11日）に新海誠監督の最新作『すずめの戸締まり』が公開されたことを受け、「大ヒットアニメ映画を彩った主題歌の歌詞」をテーマに、1980年代から10年ごとに1曲選び朗読した。
  - 2023年1月30日 - 2月2日：同年2月1日で日本のテレビ放送開始70周年を迎えたことにちなんで、リスナーからのリクエストを初めて採用し、「新聞のラ・テ欄」というテーマで、関東地区で発行される1月1日（元日）の新聞から、TBSテレビのラテ欄（主にJNN全国ネットの番組を抜粋）を朗読した[注釈 18]。
  - TBSラジオでは放送上、『たまむすび』（2023年3月までの平日13:00 - 15:30に放送）の内包番組として扱われていた。後述の通り宇内はTBS入社前（慶應義塾大学の学生時代）に『たまむすび』のコーナー出演経験があることから、『たまむすび』の放送枠上では、事実上TBS入社前・入社後の両方に出演経験がある唯一のTBSアナウンサーである。
- 『地図と拳』をめぐる対話〜満州に夢を描いた者たちは何を見たのか（2023年2月17日） - ナレーション
  - TBSラジオが金曜日の20時台に編成した関東ローカル向けの特別番組で、『地図と拳』で第168回直木賞を受賞した小川哲と武田砂鉄による対談がメインとなっている。放送された時間帯は『アトロク』（前述した「アトロク フューチャー&パスト」）をJRN14局ネットで編成している時間帯に当たっていたため、この日の『アトロク』では、20時台限定でネット全局への裏送りを実施した[注釈 19]。この番組については同月20日よりラジオクラウド・ポッドキャストの「TBSラジオ スペシャルプログラム」（TBSラジオで放送した特別番組などを配信するコンテンツ）内でディレクターズカット版が配信されている。
- コシノジュンコ MASACA（2023年3月26日・4月2日、秋田放送にも同時ネット[注釈 20]） - 出水麻衣の『世界・ふしぎ発見!』海外ロケ出張に伴う代役
- Adam byGMO presents ゲージュツ爆発チャンネル！（2023年3月の日曜日） - 月替わりナビゲーター
  - 担当月の最終回（同年3月26日）で同番組は終了となったため、ナビゲーターとしては最後の担当者となった。
- ジェーン・スー 生活は踊る（2023年7月31日） - 月曜パートナー・小笠原亘の代役[注釈 21]
- N93 カナメストーンのカナメちゃんシティ（TBS Podcast、2023年12月20日配信分） - 宛先読み
  - 宇内がパーソナリティを務める『TBSラジオプレス』では、2023年10月16日放送分にカナメストーンがゲスト出演。カナメストーンはそれ以降の番組収録で、宛先読みのパートで宇内の名前を毎回必ず出している。当該回（第12回）は、配信日が東峰零士（カナメストーン）の誕生日であったことから当日に収録を実施したため、宛先読みのパートで誕生日祝いの意味も込めて、サプライズゲストとして（事前収録の形で）宇内の出演が実現。なお2024年1月17日配信分[注釈 22]から、この宛先読みのパートは「宇内を超えろ」というタイトルでコーナー化されている。
- 朗読のヒロバ（JRN全国ネットの事前収録番組）
  - 2024年12月20日：『雪女』（小林八雲）雪女役
  - 2024年12月27日：『ベートーヴェンの生涯』（ロマン・ロラン）語り

### 動画配信（YouTubeなど）
- どうぶつ奇想天外・WakuWaku【TBS公式】 （2020年10月から不定期でナレーションを担当）
- GAME × GAME powered by TBS【ガメガメ。】 （2020年11月5日 - 2025年1月11日）
  - 2021年までは『ゲーム実況はじめました。〜女子アナゲーマー宇内e〜』、2022 - 2023年は『宇内梨沙/うなポンGAMES』として運営。2024年1月に現在のチャンネル名に変更。
  - eスポーツ研究所としてのTikTokアカウントも開設しており、『宇内e』時代に使用していたものを『ガメガメ。』改名後の2024年から運用を再開。
- Bizスクエアで学ぶ 投資のキホン（2022年10月29日 - 2024年12月28日）
  - 『Bizスクエア』の番外編企画。BS-TBS公式YouTubeチャンネルにおいて月1回（原則として毎週最終土曜日）、同番組の生放送終了後の13:00から20分程度の生配信を実施しており、井出真吾（ニッセイ基礎研究所 チーフ株式ストラデジスト）と共に出演。第5回（2023年2月25日配信分）からはアーカイブをTBS NEWS DIGのYouTubeチャンネルでも公開している。なお、第23回（2024年8月31日配信分）は宇内自身が夏季休暇を取得していたため、当日『Bizスクエア』のキャスター代理を務めていた日比が担当した。
    - 井出は『ひるおび』午後枠の専門家ゲストとしても複数回出演。2024年3月8日（金曜日）の『ひるおび』では、「投資のキホン」のライブ配信でも過去に取り上げた少額投資非課税制度（NISA）の新制度（いわゆる「新NISA」）についての話題を、宇内のプレゼン進行・井出の解説により取り上げた[52]。
- 木下グループ presents 『新作歌舞伎 ファイナルファンタジーⅩ』公式YouTubeチャンネル「宇内アナのFFⅩ講座」
  - 宇内が小学生の頃にプレイしており、自身の中でも最も思い入れの強いゲームである『ファイナルファンタジーX』が、2023年3月4日 - 4月12日に新作歌舞伎としてIHIステージアラウンド東京で公演が行われることに伴い、同作をプレイした経験がない人でも安心できるように動画が制作された。同年1月25日から「キャラクター説明編」、28日から「前編ストーリー説明」、2月1日から「後編ストーリー説明」として、計3本の動画が公開されている。
- 東京ゲームショウ2023公式番組（2023年9月21日・24日、詳細後述）
- コジマプロダクション公式YouTubeチャンネル「HideoTube（ヒデチュー）：特別版」（2024年2月9日より公開） - ゲストMC
  - 小島秀夫が代表を務めるコジマプロダクションと、自身のYouTubeチャンネル『ガメガメ。』とのコラボとして出演が実現。動画内では津田健次郎と三浦大知がゲストで出演。撮影には宮崎陽平をはじめ、TBSテレビのドラマ『VIVANT』の制作陣が参加している[53]。なお『ガメガメ。』でも同月14日より『ヒデチュー』とのコラボ動画を公開している。
- 龍が如くスタジオ公式生配信番組『龍スタTV』第28回「出張！アフター6ジャンクション2！」（2024年3月8日、詳細後述）
- 東京ゲームショウ2024オープニング公式番組（2024年9月26日） - 前年のオフィシャルサポーターとして出演

## TBS入社前の出演番組
- たまむすび（TBSラジオ） - 水曜日「ホッと一息かごしま茶」コーナーに出演[54][55]
- ザ・トップ5シーズン2金曜日（TBSラジオ） - 「キタコレ!ウォーカー」のリポーターとして
- 学生才能発掘バラエティ 学生HEROES!（テレビ朝日）
- News Access（BS朝日）
- シネコミ!発 みんなでロードショー生会議（2014年2月11日、WOWOW）
  - TBSテレビへの入社内定後に宇多丸と共演していた特別番組で、X上に出演時の写真が現存。10年後の2024年10月16日の『アトロク2』オープニングでこの話題に触れている[56]。

## 雑誌・書籍

### TBSテレビ在籍中
TBSの番組関連書籍
- 『ライムスター宇多丸とマイゲーム・マイライフ』（太田出版、2023年4月13日発売） - 書き下ろしコラム掲載[57]
  - Amazon限定版には宇多丸と宇内の「スペシャルトーク音声」のダウンロードコードが付いている。

ゲーム関連雑誌・書籍
- 白夜ムック577 『eスポーツマガジン Vol.2』（白夜書房、2018年5月31日発売）- 女性ゲーマー徹底インタビュー [58]
- 週刊ファミ通（株式会社KADOKAWA Game Linkage）
  - 2022年1月6・13日合併号（2021年12月23日発売）- 「超流行りゲー大賞2021」選考委員[59]
  - 2023年1月5・12・19日合併号（2022年12月22日発売）- 「超流行りゲー大賞2022」選考委員[60]
  - 2023年9月14日号（2023年8月31日発売） - 「報道特集 TBSテレビがゲーム事業に本格参入 TBS GAMESの目指すもの」蛭田健司（TBSテレビ特任執行役員 ゲーム事業責任者）との対談インタビュー記事掲載
  - 2024年1月11・18日合併号（2023年12月28日発売） - 「超流行りゲー大賞2023」選考委員[61]
- CONTINUE（太田出版）
  - Vol.80（2022年11月29日発売） - 連載コーナー「アーリーゲームコミック列伝」ゲスト
  - Vol.81（2023年1月27日発売） - 「ゲーム・オブ・ザ・イヤー[注釈 23]2022」特集スペシャルインタビュー
    - 宇内が自身のYouTubeで2022年にプレイしていた『ELDEN RING』（同巻の表紙にも使用されている）をはじめとする2022年のゲーム事情について語っている。

  - Vol.82（2023年5月27日発売） - CNT EXPRESS「『ライムスター宇多丸とマイゲーム・マイライフ』編集後記」あとがき対談
    - 『ライムスター宇多丸とマイゲーム・マイライフ』発売当日の同年4月13日の『アトロク』の際に行われた宇多丸・宇内・古川耕（『アトロク』の番組構成作家）との対談を掲載。
- ムック『本当に面白いボードゲームの世界 Vol.2』（太田出版、2023年9月8日発売[注釈 24]） - インタビュー掲載[62]

その他雑誌・書籍
- FLASH 2021年4月27日号（光文社、2021年4月13日発売）- グラビア掲載[63]
- フリーペーパー『JH!P』三浦半島エリア版（2021年voL.2）[64]
- with 2022年2月号（講談社、2021年12月25日発売）-「推しの見つけ方」デジタルゲーム編の推薦人
- CanCam 2022年3月号（小学舘、2022年1月21日発売）- 座談会[65]
- anan No. 2285（マガジンハウス、2022年2月2日発売）[66]
- SWITCH Vol.40 NO.3（スイッチ・パブリッシング、2022年2月20日発売）[67]
- FLASHスペシャル グラビアBEST 2023年新春号（光文社、2022年12月22日発売） - 「有名人最新”ゲーム実況“勢力ガイド」インタビュー
- 日経エンタテインメント! 2023年10月号 特別付録「ゲームエンタ! 東京ゲームショウ2023 特別版」（日経BP社、2023年9月4日発売） - 表紙写真、東京ゲームショウ2023オフィシャルサポーターインタビュー
- 『書けないんじゃない、考えてないだけ。』（著者：かんそう、サンマーク出版、2024年5月20日発売） - 帯コメント掲載

### TBSテレビ退職後
- FRIDAY（講談社）
  - 2025年5月30日号（2025年5月15日発売） -  「元TBS･宇内梨沙が選んだ道　局アナから､″ゲーム配信者″になって」インタビュー掲載[68]
  - 2025年6月27日・7月4日号（2025年6月13日発売） - 「実際にプレーして凄さがわかった「スイッチ2」は世界を変える!」体験レポート

## TBS在籍中のその他の活動
TBS社内でのキャンペーン活動
- 地球を笑顔にするWEEK（2021・2022年に「SDGs大使」として参加）
  - 国際連合が掲げている「SDGsの17の目標」のうち、9番目の「産業と技術革新の基盤をつくろう」を担当。
  - 「SDGs大使」を退任した2023年以降も、担当番組（『ひるおび』『アッコにおまかせ!』『Bizスクエア』）が関連番組として参加しているため、関連企画を担当することがある。

公開イベントでの活動
『アトロク』シリーズの番組関連イベントの出演については、アフター6ジャンクション2#公開放送・イベントを参照。
- 東京ゲームショウ（TGS）2023（2023年9月21 - 24日、幕張メッセで開催） - オフィシャルサポーター[28]
  - TGS公式番組には、会期前の9月13日（水曜日）19時より「開幕まで1週間！東京ゲームショウ2023 予習スペシャル」、開催初日の21日（木曜日）10時よりオープニング番組「ゲームのお祭りだよ、全員集合！〜TGS2023オープニング〜」、最終日の24日（日曜日）18時よりエンディング番組「TGS2023ファンミーティング〜祭りのあととは言わせない〜」に出演。YouTubeなど各種プラットフォームでいずれも生配信が行われた。
  - 9月21日のTGS公式のオープニング番組出演直後には、TBSテレビの『ひるおび』午前枠の中継コーナー「トレンドの現場」で、小沢光葵[注釈 25]（同コーナーの木曜分を担当しているTBSアナウンサー）がTGSに出展している『バイオハザード RE:4』のVRモードのブースを紹介中、着用していたVR専用ゴーグルを外した際に正体を明かす形で登場し、以降は小沢と共に生中継によるリポートを行った[69]。その後、自身が担当するTBSの番組（『Bizスクエア』『アッコにおまかせ』でそれぞれ開催期間中に放送）向けの取材等を行い、TBSに戻った直後に『アトロク』にそのまま出演[注釈 26]。18時台後半の「CULTURE TALK」で、開催初日の会場の様子を交えて「最速レポート」を行った。
  - 会期終了後の同年10月4日（水曜日）に、宇内が定期連載している毎日新聞のコラム「人生いつも、アプデ中。」にて今回のオフィシャルサポーターとしての活動も含めて掲載[70]。自身のYouTubeにおいても10月7日に密着動画を公開。
- 『プレイステーション presents ライムスター宇多丸とマイゲーム・マイライフ』発売1周年記念 ライムスター宇多丸×宇内梨沙 真昼のゲーム＆トークイベント（2024年5月11日）[71]
  - 東京都渋谷区のライブハウス「LOFT9 Shibuya」で行われたオフライン限定イベント。イベント当日は土曜日のため、『Bizスクエア』生放送終了後の13:30から開始。終演後には宇多丸と宇内による『マイゲーム・マイライフ』の書籍を対象としたミニサイン会も実施した。
  - 同年4月11日（木曜日）の20時より電子チケット購入サイト「LivePocket」にて前売券の発売を開始したところ、同日の『アトロク2』の生放送開始までに売り切れとなった。

新聞での定期的なコラム連載
- 人生いつも、アプデ中。（毎日新聞社、2021年7月25日 - 2024年1月7日）
  - 前述した「eスポーツ研究所」の所員としての活動の一環で、ゲームやeスポーツに関連したコラム記事を月1回連載。

ふるさと大使
- 『横須賀盛り上げ大使』（2020年11月1日）[14]

一日警察署長・一日通信司令官
- 一日警察署長 横須賀警察署（2016年9月17日）[72][73][74]
- 一日通信司令官 神奈川県警（2017年1月7日）[75]

ゲーム作品への出演
- 龍が如く8（「宇内アナ」役、セガより2024年1月26日発売）
  - 2022年11月10日放送分の『アトロク』で、18時台後半の「CULTURE TALK」のゲスト・横山昌義（龍が如くスタジオ代表）から、宇多丸と共に正式に出演することが発表された。同作の撮影には正式発表前から既に参加しており、宇内はナレーションブース内で自身の人生を振り返り感極まる場面があったと語っている[29]。作中で宇内はTBSアナウンサーとして出演する[76]ほか、『アトロク2』とのコラボとして、ゲーム内で全10回のオリジナル番組を配信するというスペシャルコラボ企画も実施される[77]。
  - 同年3月8日には、龍が如くスタジオが企画する生配信番組『龍スタTV』第28回の放送で『アトロク2』とのコラボレーションが行われ、宇多丸・横山・Mr.シャチホコと共に出演。YouTubeとニコニコ動画で生配信された。